# Nachal Garni
Nachal Garni též Nachal Gorni (hebrejsky נחל גורני) je vádí v jižním Izraeli, na severovýchodním okraji Negevské pouště, respektive v Judské poušti.
Začíná v nadmořské výšce okolo 400 metrů u vrchu Giv'at Garni v neosídlené pouštní krajině, kterou ale jihovýchodně odtud prochází lokální silnice číslo 3199 z města Arad k pevnosti Masada. Vádí pak směřuje k severovýchodu, přičemž se prudce zařezává do okolního terénu. Po levé straně se ze dna údolí zvedá hora Har Na'ama, na pravé straně je to kopec Har Anuv. Ústí zleva do hlubokého kaňonu vádí Nachal Ce'elim, které jeho vody odvádí do Mrtvého moře.